# Trevor McNevan

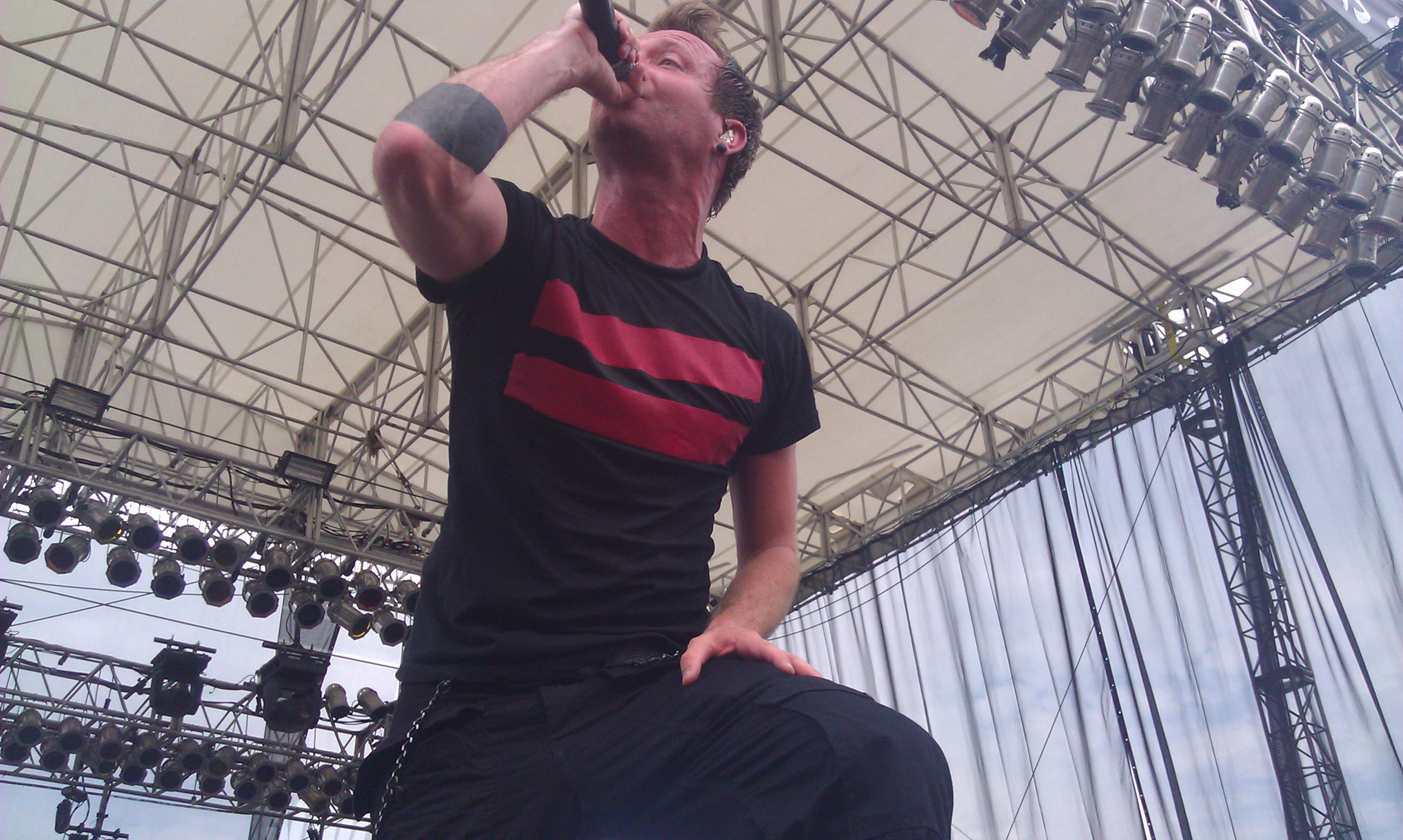
McNevan mit Thousand Foot Krutch beim SoulFest 2011

Trevor McNevan (* 17. Juli 1978 in Peterborough, Ontario), auch bekannt als Teerawk, ist ein kanadischer Musiker und Frontmann der Band Thousand Foot Krutch und dem Pop-Punk Nebenprojekt FM Static. Seine erste Band, Oddball, bestand aus den ehemaligen Thousand Foot Krutch Mitgliedern Dave Smith, Tim Baxter und Neil Sanderson, dem Schlagzeuger von Three Days Grace.
McNevan ist das einzige noch aktive Gründungsmitglied von Thousand Foot Krutch. Er gründete die Band 1997 in Peterborough, Ontario zusammen mit Dave Smith.

## Gastauftritte
| Titel                                                   | Interpret          | Album                       | Jahr |
| ------------------------------------------------------- | ------------------ | --------------------------- | ---- |
| „This Movie“                                            | Three Days Grace   | Demo                        | 2000 |
| „Rise Up“                                               | KJ-52              | Collaborations              | 2002 |
| „Like a Racecar“                                        | Hawk Nelson        | Letters to the President    | 2004 |
| „Coffin Builder“                                        | Demon Hunter       | Summer of Darkness          | 2004 |
| „Skills“                                                | Manafest           | Epiphany                    | 2005 |
| „Impossible“                                            | Manafest           | Glory                       | 2006 |
| „Fearless (250 and Dark Stars)“                         | Falling Up         | Exit Lights                 | 2006 |
| „Run For Cover“                                         | KJ-52              | KJ-52 Remixed               | 2006 |
| „Ignition“                                              | tobyMac            | Portable Sounds             | 2007 |
| „So Beautiful“, „Kick It“                               | Manafest           | Citizens Activ              | 2008 |
| „Let’s Go“                                              | KJ-52              | Five-Two Television         | 2009 |
| „Fire in the Kitchen“, „Every Time You Run“, „Renegade“ | Manafest           | The Chase                   | 2010 |
| „Through Your Eyes“                                     | Worth Dying For    | Love Riot                   | 2011 |
| „Adrenaline“                                            | Nine Lashes        | World We View               | 2011 |
| „Diamonds“                                              | Manafest           | The Moment                  | 2014 |
| „Shine On“                                              | Manafest           | Reborn                      | 2015 |
| „Come Back Home“                                        | Manafest           | This Is Not the End         | 2019 |
| „Like Poison“                                           | Righteous Vendetta | Like Poison                 | 2019 |
| „Born For This“                                         | The Letter Black   | The Letter Black            | 2021 |
| „Wait For Me“                                           | From Ashes to New  | Quarantine Chronicles Vol.3 | 2021 |
| „Gravity Falls“                                         | Manafest           | I Run with Wolves           | 2022 |

| Personendaten    | Personendaten         |
| ---------------- | --------------------- |
| NAME             | McNevan, Trevor       |
| ALTERNATIVNAMEN  | Teerawk (Pseudonym)   |
| KURZBESCHREIBUNG | kanadischer Musiker   |
| GEBURTSDATUM     | 17. Juli 1978         |
| GEBURTSORT       | Peterborough, Ontario |